# یوجی کوسکی
یوجی کوسکی (انگلیسی: Yūji Koseki; ۱۱ اوت ۱۹۰۹ – ۱۸ اوت ۱۹۸۹) موسیقی‌دان اهل ژاپن بود.